# Joseph W. Pfeifer

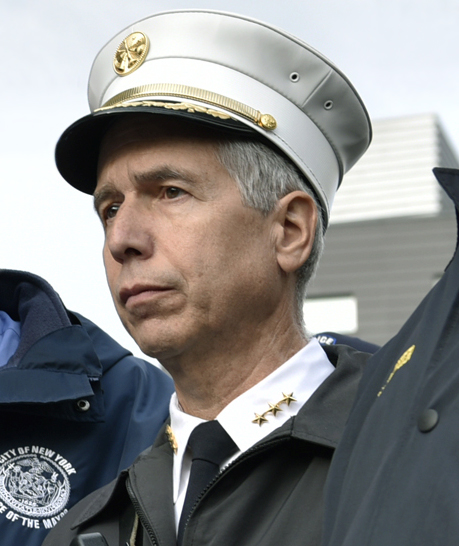
Joseph W. Pfeifer

Joseph W. Pfeifer (* 1956 in New York City) ist ein US-amerikanischer ehemaliger Feuerwehrmann der New Yorker Berufsfeuerwehr (FDNY) und Hochschullehrer. Internationale Bekanntheit erlangte er infolge seiner Aufgaben bei den Rettungsaktionen während der Terroranschläge am 11. September 2001 auf das World Trade Center.

## Ausbildung
Pfeifers tertiäre Bildung war zunächst durch römisch-katholische Institutionen geprägt. Er schloss 1974 das Cathedral Preparatory Seminary in Queens ab und besuchte anschließend das Cathedral College, an dem er 1978 den Bachelor erhielt. Nachdem er die Immaculate Conception Seminary School of Theology der Seton Hall University absolviert hatte, graduierte er 1982 mit einem Master of Theology. Pfeifer selbst sagt:
„My training before 9/11 did not equip me for what I'm doing now, for my responsibility as part of the Fire Department and my responsibility to the city of New York.“
„Meine Ausbildung vor dem 11. September hat mich nicht für das gerüstet, was ich jetzt tue, für meine Verantwortung als Teil der Feuerwehr und meine Verantwortung gegenüber der Stadt New York.“
Aus diesem Grund nahm er nach den Anschlägen zahlreiche Fort- und Weiterbildungsmöglichkeiten wahr. Im September 2005 wurde er an der Naval Postgraduate School mit einem Master of Arts in Security Studies (Homeland Security and Defense) graduiert und schrieb sich 2006 auf der Basis eines New York City Firefighters, Police, and Emergency Workers Public Service Fellowship für das Executive Education Program „Senior Executives in State and Local Government“ an der Harvard Kennedy School (HKS) ein. Im darauf folgenden Jahr kehrte er an die akademische Einrichtung der Harvard University zurück und absolvierte bis 2008 einen mid-career Master in Public Administration (MC/MPA), den er am 5. Juni zugesprochen bekam.

## Leben

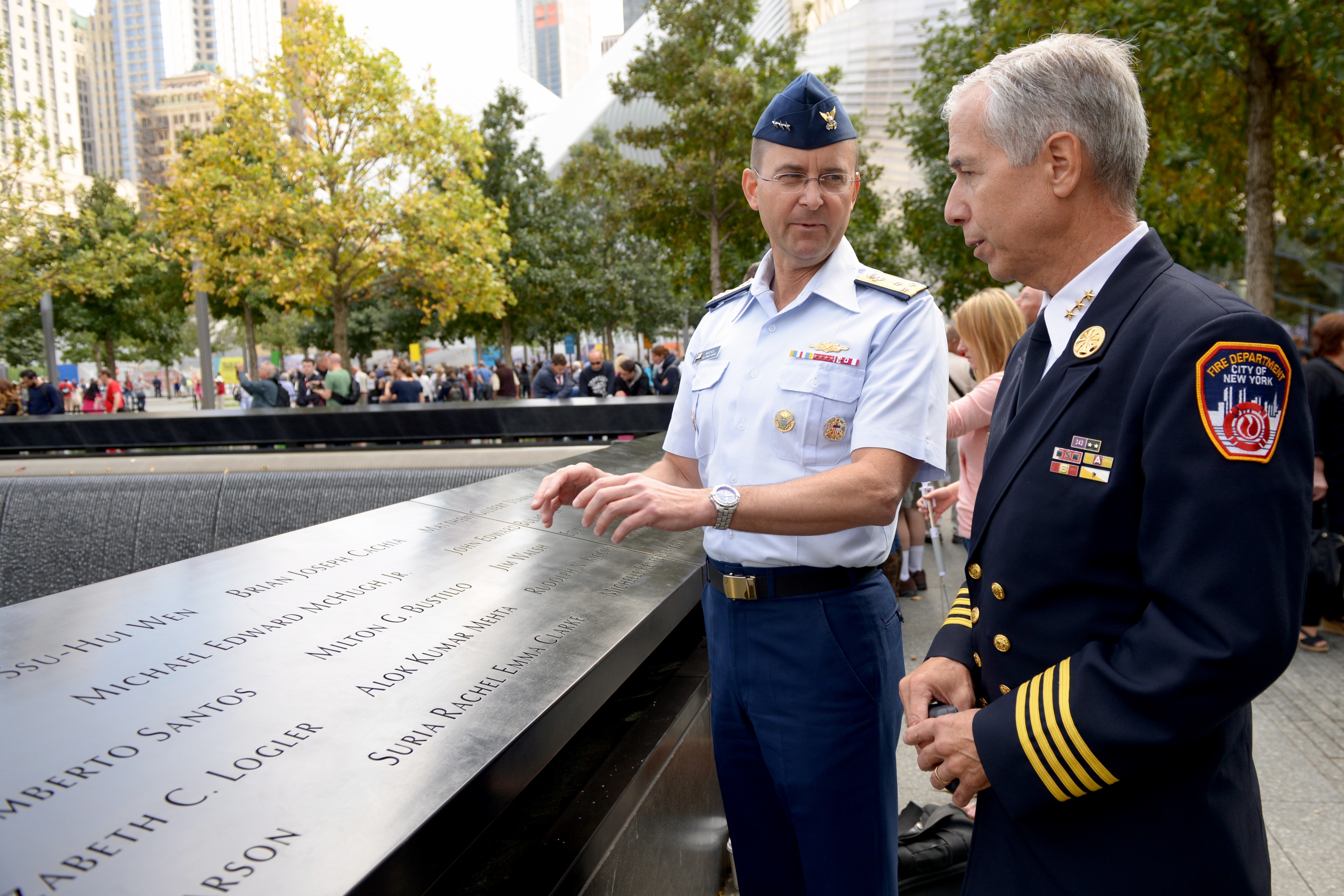
Pfeifer am National September 11 Memorial and Museum, 8. Oktober 2015

### Feuerwehrdienst
Am 5. September 1981 trat Pfeifer in die Dienste des New York City Fire Departments. Er diente nacheinander in verschiedenen Einheiten in den Stadtbezirken Brooklyn und Queens und wurde 1987 zum Lieutenant und 1993 zum Captain befördert. Im Jahr 1997 wurde er zum Battalion Chief befördert und war 2001 als Chief des Battalion 1 in Lower Manhattan tätig.
Die französischen Dokumentarfilmer Jules und Gédéon Naudet begleiteten ihn am Morgen des 11. September 2001 zu einem Gasgeruchsalarm an der Kreuzung Church Street Ecke Lispenard Street. Von dort aus konnten sie und die anwesenden Feuerwehr-Einheiten beobachten, wie American-Airlines-Flug 11 in den etwa 1,2 Kilometer Luftlinie entfernten Nordturm des World Trade Center gelenkt wurde. Pfeifer war sowohl der erste Chief, der über den Unfall offiziell über Funk bei der Feuerwehrleitstelle Bericht erstattete, als auch der erste Chief, der am Unfallort eintraf. Im Verlaufe des Tages war er einer der Hauptkoordinatoren und -verantwortlichen für die Hilfs- und Rettungsaktionen.
Dem Zusammenbruch des World Trade Centers konnte Joseph knapp entkommen. Hingegen starb sein ebenfalls als Feuerwehrmann tätiger Bruder, Lieutenant Kevin Pfeifer, der Gruppenführer von Engine Company 33, im Alter von 33 Jahren.
Bei den Bergungs- und Aufräumarbeiten am Ground Zero leitete Pfeifer den Führungsabschnitt Planung. Durch den Verlust zahlreicher erfahrener Führungskräfte war die Leitungsebene der Departments unterbesetzt. Pfeifer wurde 2002 zum Deputy Chief befördert und bald darauf in den Rang eines Deputy Assistant Chief berufen. In den Folgejahren bekleidete er unterschiedliche Führungspositionen, unter anderem als Chief of Planning and Strategy. Er erarbeitete neue Budgetsätze und Verfahrensprioritäten, half Managementpraktiken zu überholen, entwickelte neue Methoden der Notfallreaktion und schrieb den ersten Strategieplan und Terrorismusabwehrplan des FDNY. Ferner schuf er das Center for Counterterrorism and Emergency Preparedness, zu dessen Chief man ihn ernannte. Als solcher war er verantwortlich für den Auf- und Ausbau von Kooperations- und Kommunikationsnetzwerken zwischen dem FDNY und beispielsweise dem Ministerium für Innere Sicherheit, dem FBI und internationalen Partnern.
Darüber hinaus leitete er pro Jahr etwa 40 Katastrophenübungen im Stadtgebiet. Er leitete die Bekämpfung der Ende 2014 in New York aufgetretenen Ebola-Viruskrankheit. Zu seinen Aufgaben gehörte weiterhin turnusgemäß der übergeordnete Führungsdienst mit stadtweiter Verantwortung, etwa im Jahr 2012 während Hurrikan Sandy beim Großbrand der von den Fluten eingeschlossenen Siedlung Breezy Point auf der abgelegenen Rockaway Peninsula in Queens und 2013 bei der Entgleisung eines Vorortzugs in der Bronx.
Am 12. September 2018 wechselte Pfeifer im Rang eines Assistant Chief in den Ruhestand. Er war im Laufe seiner Karriere zweimal für Tapferkeit ausgezeichnet worden. Für seine Führungsqualitäten, seine Menschlichkeit und seine langjährige Freundschaft mit Frankreich wurde er vom französischen Botschafter in den Vereinigten Staaten, Philippe Étienne, zum Träger des französischen Nationalverdienstordens (Ritter) ernannt.
Am 18. Februar 2023 berief die 34. Fire Commissioner Laura Kavanagh Pfeifer zum First Deputy Commissioner. Dies ist das zweithöchste zivile Leitungsamt der Feuerwehr in der New Yorker Stadtverwaltung. Nach dem Rücktritt Kavanaghs war er vom 7. August 2024 bis zur Amtseinführung des 35. Fire Commissioner Robert S. Tucker am 12. August 2024 geschäftsführender Fire Commissioner und schied dann aus allen Ämtern aus.

### Hochschullehre
Pfeifer lehrt als Senior Fellow an der Harvard Kennedy School. Er lehrt als Adjunct Associate Professor an der Columbia University und ist Director of Crisis Leadership an der Columbia Climate School.
Er hält Vorträge vor Studenten, Schülern, Notfallersthelfern, Krisenmanagern und Terroropfern. Er reiste zu Gastvorlesungen an die Harvard University, die Chinesische Nationalschule für Verwaltung, die Columbia University, die United States Military Academy, die Tsinghua-Universität, sowie an das Naval War College und das United States Army War College und trat auch auf der Konferenz der Generalversammlung der Vereinten Nationen über die Bekämpfung des Terrorismus zugunsten der Menschheit auf.

### Privatleben
Pfeifer und seine Ehefrau Ginny, eine Krankenpflegerin, haben mit Christine und Gregory zwei gemeinsame Kinder.

## Auszeichnungen
- 2007: Immaculata Award des Cathedral Preparatory Seminary
- 2021: Chevalier de l’Ordre National du Mérite[8]